# Podosoje (Bileća)
Pour les articles homonymes, voir Podosoje.
Podosoje (en serbe cyrillique : Подосоје) est un village de Bosnie-Herzégovine. Il est situé dans la municipalité de Bileća et dans la république serbe de Bosnie. Selon les premiers résultats du recensement bosnien de 2013, il compte 1 110 habitants.

## Démographie

### Évolution historique de la population dans la localité
| 1948 | 1953 | 1961 | 1971 | 1981 | 1991 | 2013  |
| ---- | ---- | ---- | ---- | ---- | ---- | ----- |
| -    | -    | 431  | 511  | 764  | 971  | 1 110 |

|  |